# Fairtrade Original
Fairtrade Original (FTO) is een Nederlands merk dat zich toelegt op de ontwikkeling van handelsketens met producenten in Afrika, Azië en Latijns-Amerika. Stichting Fairtrade Original heeft (2017) 30 mensen in dienst op het hoofdkantoor in Culemborg. 
De naam Fairtrade is gebaseerd op de Engelse term voor eerlijke handel. Daaraan is in 2006 Original toegevoegd, op het moment dat het Max Havelaarkeurmerk werd omgedoopt tot Fairtrade keurmerk. In 2018 veranderde de naam naar Fairtrade Original, voor meer focus op Original. 

## Geschiedenis
Fairtrade Original wordt in 1959 door Paul Meijs en Enny Wolak in Kerkrade opgericht onder de naam Komitee Steun voor Onderontwikkelde Streken, later Stichting S.O.S. (Steun Ontwikkelings Streken). De eerste actie is het sturen van melkpoeder naar ondervoede kinderen op Sicilië. In 1967 wordt de overstap gemaakt van hulp naar handel met de import van onder andere houtsnijwerk uit Haïti en manden uit de Filipijnen. Begin jaren `70 ontstaan dochterondernemingen in Duitsland, Oostenrijk en Zwitserland die enkele jaren later worden verzelfstandigd. Ook openen de eerste SOS-winkels, o.a. in Nijmegen, Genk (België) en Amsterdam.
In 1973 importeert Stichting S.O.S. 50.000 kilo koffie van coöperaties van kleine boeren in Guatemala. Hierdoor krijgen de boerenorganisaties rechtstreeks toegang tot de markt en ze ontvangen voor de koffiebonen een fatsoenlijke prijs. Dit is wereldwijd de allereerste eerlijke (fairtrade) koffie: een concept waaraan in 1988 door Stichting Max Havelaar een onafhankelijk keurmerk is toegekend en dat inmiddels over de hele wereld is omarmd en wordt nageleefd.
In 1980 verandert de stichting haar naam in S.O.S. Wereldhandel. De grootste en belangrijkste klantengroep bestaat uit Wereldwinkels die overal in het land zijn opgericht. In 1986 worden de activiteiten van S.O.S. Wereldhandel, waaronder de verkoop vanuit enkele magazijnen verspreid over het land, gecentraliseerd in Culemborg. 
In 1987 start de verkoop van koffie aan bedrijven, organisaties en overheidsinstellingen waaronder de Tweede Kamer. In de jaren ’90 wordt het food assortiment uitgebreid met onder andere thee, wijn, chocola, honing en hagelslag. Daarnaast worden huishoudtextiel en kleding belangrijke producten gezien de slechte positie van de arbeiders in deze industrieën. Om haar inzet op dit gebied kracht bij te zetten, wordt S.O.S. Wereldhandel actief in de politieke lobby.
In 1994 verandert de naam in Fair Trade Organisatie. Stichting Fair Trade Assistance levert ondersteunende activiteiten aan de producentenorganisaties en het groeiend aantal eigen winkels heet voortaan Fair Trade Shop. De merknaam is Fair Trade, een term die op dat moment nog niet algemeen gebruik is. In 2006 verandert de naam van zowel de organisatie als het merk in Fair Trade Original. 
In 2007 voert Fair Trade Original een ingrijpende reorganisatie uit en keert terug naar haar kerndoelstelling. Het bedrijf verkoopt haar grootverbruik-activiteiten in de koffie en stoot het magazijn en de eigen winkels af. In 2013 neemt FairForward B.V. de activiteiten rond Gifts&Living producten over (met gebruik van de merknaam Fair Trade Original, wat een paar jaar later Fairtrade Original wordt) en Stichting Fair Trade Original betrekt als 100% foodorganisatie een ander kantoor in Culemborg. 
De focus ligt steeds meer op producten uit de wereldkeuken, te beginnen bij een snelgroeiende en ook in de supermarkt succesvolle productlijn uit Azië. De rol van Fairtrade Original als pionier blijft centraal staan. Zo introduceert het bedrijf ’s werelds allereerste Fairtrade gecertificeerde sambal en staat het aan de basis van steeds nieuwe lokale ketens in landen als  Thailand, Sri Lanka en Indonesië. In 2016 bedraagt de omzet bijna 15 miljoen euro.